# Gennō

Kleiner und mittlerer Genno

Gennō (jap. 玄翁 und 玄能, gennō) ist eine japanische Form des Hammers mit abgeflachten Schlagseiten. Der Gennō findet universelle Verwendung bei der Holzbearbeitung, z. B. zum Einschlagen von Nägeln, für Passungs- und Justagearbeiten, zum Schlagen von Stemmeisen, für Intarsienarbeiten etc.
Es gibt verschiedene Kopfformen beim Gennō, wobei die beiden Enden im Wesentlichen flach sind (ryokoguchi). Der Querschnitt kann kreisförmig, oval, rechteckig (4-Kaku-Gennō) oder achteckig (8-Kaku-Gennō, z. B. für Einstellung des Hobeleisens beim Kanna (Hobel)) sein. Je nach Einsatzgebiet werden Hämmer unterschiedlicher Größe verwendet:
| Name                                            | typisches Gewicht |
| ----------------------------------------------- | ----------------- |
| Tokudai-Gennō (特大玄翁, extragroßer Gennō)     | 940–1125 g        |
| Ō-Gennō (大玄翁, großer Gennō)                  | 650–750 g         |
| Chū-Gennō (中玄翁, mittlerer Gennō)             | 400–500 g         |
| Shō-Gennō oder Ko-Gennō (小玄翁, kleiner Gennō) | 250–300 g         |
| Mame-Gennō (豆玄翁, Mini-Gennō)                 | 100–150 g         |

Kopfquerschnitte (konvexe Schlagseite)

Bei kleineren Gennō-Formen ist eine der beiden Schlagflächen leicht konvex, um beim Nageleinschlagen mit dem letzten Schlag den Nagelkopf leicht zu versenken, ohne Schlagspuren auf der Holzoberfläche zu hinterlassen. Die schwereren Hämmer haben zwei völlig flache Schlagflächen. Meistens sind die Hammerköpfe aus Weicheisen mit aufgekohlten und anschließend gehärteten Schlagflächen oder mit angeschmiedeten (feuergeschweißten) Schlagflächen aus gehärtetem Stahl.
Zum Schlagen der japanischen Stemmeisen (鑿, Nomi) wird üblicherweise ein 375 g schwerer Gennō verwendet.